# Entodon felicis
Entodon felicis är en bladmossart som beskrevs av Ferdinand François Gabriel Renauld och Cardot in Renauld 1891. Entodon felicis ingår i släktet Entodon och familjen Entodontaceae. Inga underarter finns listade i Catalogue of Life.